# България (булевард в София)
Вижте пояснителната страница за други значения на България.
„България“ е булевард и важна пътна артерия в София, свързваща градския център с кв. Бояна и съседните южни квартали на столицата, както и с резиденцията на президента на България и Националния исторически музей. Дължината на булеварда е 4,9 km.
Началото на булеварда е в централната част на София, зад Националния дворец на културата, при пешеходния мост към хотел „Хилтън“, започвайки от кръстовището с булевардите „Фритьоф Нансен“, „Черни връх“, „Евлоги и Христо Георгиеви“. Краят на булеварда е пресечката с Околовръстния път, край президентската резиденция в Бояна, като завършва при надлеза и преминава в улица „Даскал Стоян Попандреев“.

## История
Изграждането на бул. „България“ завършва през 1979 г. Първоначално е планиран да е двулентов в посока, но ръководителят на обекта налага трилентов проект. През 2019 г. заради окаяното състояние на булеварда започва основен ремонт, който завършва през есента на 2020 г.

## Квартали
Кварталите, разположени по бул. „България“ или в близост до него, от центъра на юг, са: Иван Вазов, Хиподрума, Белите брези, Стрелбище, Мотописта, Борово, Гоце Делчев, Бокар, Манастирски ливади, Бояна.

## Градски транспорт
По булевард „България“ преминават много видове линии на столичния градски транспорт, достигащи до центъра, околните квартали и жилищни комплекси.
- Автобусен транспорт: 64, 73, 76, 102, 204, 304, 604
- Тролейбусен транспорт: 2, 9 (преминават в локалното платно, за малко)
- Трамваен транспорт: 7, 27
- Метро: при пресечката с булевард „Акад. Иван Гешов“ е разположена станцията на третия метродиаметър „България“.

## Забележителности
„България Мол“ е разположен на пресечката с бул. „Тодор Каблешков“.